# Abderzak Bella
Pour les articles homonymes, voir Bella.
Abderzak Bella, né le 26 septembre 1970, est un nageur algérien.

## Carrière
Abderzak Bella remporte la médaille d'or sur 100 mètres brasse ainsi que la médaille d'argent sur 200 mètres brasse aux Jeux africains de 1991 au Caire.
Il participe ensuite aux Jeux olympiques d'été de 1992 à Barcelone, où il est éliminé en séries des 100 et 200 mètres brasse ; il est le premier Algérien à participer à une épreuve de natation aux Jeux olympiques.
Aux Jeux africains de 1995 à Harare, il est médaillé de bronze du relais 4 x 100 mètres quatre nages.
Il obtient le diplôme d'entraîneur du second degré en 1998, celui d'entraîneur de natation de la Fédération internationale de natation en 2014, celui de formateur à la Fédération algérienne de natation en 2016 et celui d'éducateur sportif spécialisé en 2018.

## Famille
Abderzak Bella fait partie d'une famille de sportifs. Son père Tayeb Bella dit Poli est un gardien de but dans les années 1970 et 1980, évoluant au Stade Africain Sétifen. Dans la fratrie, l'aîné Fouzi Bella est un nageur champion au niveau de la wilaya tandis que Mahdia Bella est championne d'Afrique de natation et Nabila Bella, épouse du footballeur Malik Zorgane, est championne d'Algérie de natation.